# Jugendstilbauten von Victor Horta in Brüssel
Jugendstilbauten von Victor Horta in Brüssel ist eine von der UNESCO gelistete Stätte des Weltkulturerbes in Belgien. Das Kulturerbe umfasst vier große Brüsseler Stadthäuser des Architekten Victor Horta, die zu den bemerkenswertesten Pionierarbeiten der Architektur des Art nouveau, des Jugendstils in Belgien, zählen.

## Hintergrund
Am Ende des 19. Jahrhunderts war Victor Horta einer der frühen Wegbereiter der stilistische Revolution des Jugendstils, die gekennzeichnet ist durch offene Grundrisse, die Lichtführung durch den Baukörper und die brillante Verbindung geschwungener Dekorationslinien mit den tragenden Strukturen der Gebäude.
Dabei kamen Stahl und Glas, damals neue Baumaterialien, zum Einsatz.
Durch die rationelle Verwendung von Metallstrukturen, teils offen sichtbar, teils raffiniert verborgen, erschuf Horta licht- und luftdurchflutete Wohnbereiche, unmittelbar angepasst an die Persönlichkeit und Bedürfnisse ihrer Bewohner. Moderne Ver- und Entsorgungseinrichtungen boten einen hohen Komfort.
Die vier Bauten des Welterbes greifen die Traditionen großbürgerlicher Stadthäuser und herrschaftlicher Privatvillen auf und vereinen Wohn- und Repräsentationsfunktionen, die eine geschickte Organisation der verschiedenen Nutzungsbereiche und ihrer Erschließung erfordern. Dazu verwandte Horta den Bautyp des Zweispänners, dessen beiden Teile über eine glasüberdachte, als Wintergarten nutzbare Verkehrsfläche miteinander verbunden sind.
Die Innenausstattungen sind geprägt von einem überraschenden Ideenreichtum, mit Schmuckmotiven die nahtlos von den Mosaik-Fußböden zu den Wandmalereien übergehen und auch von Dekorationselementen aus Schmiedeeisen und maßgefertigten Möbelstücken aufgegriffen werden. Dadurch, dass Horta selbst kleinsten Details, wie einzelnen Kleinmöbeln oder der Gestaltung von Türklinken und Klingeln, seine Aufmerksamkeit widmete, erreichte er einen stimmigen Gesamteindruck von Baukörper und Ausstattung.

## Einschreibung
Auf seiner 24. Sitzung beschloss das Welterbekomitee, die Jugendstilbauten von Victor Horta in Brüssel in die Liste des Weltkulturerbes aufzunehmen. Die Einschreibung erfolgte auf Grundlage der Kriterien (i), (ii) und (iv):

„(i): Die Stadthäuser von Victor Horta in Brüssel sind Werke menschlichen, kreativen Genies, die im höchsten Maße den Einfluss des Jugendstil auf Kunst und Architektur verdeutlichen.“

„(ii): Das Aufkommen des Jugendstils in den letzten Jahren des 19. Jahrhunderts war ein entscheidender Schritt der Architekturentwicklung, der eine darauf aufbauende Entfaltung ermöglichte; die Stadthäuser von Victor Horta in Brüssel sind ein außergewöhnliches Zeugnis für die radikal neue Herangehensweise des Jugendstils.“

„(iv): Die Stadthäuser von Victor Horta sind herausragende Beispiele der Jugendstilarchitektur, die den Übergang vom 19. bis zum 20. Jahrhundert in Kunst, Denken und Gesellschaft besonders deutlich veranschaulichen.“

Auf der Sitzung wurde auch dargelegt, dass der Schutz der Stadthäuser bei der Stadtplanung besonders berücksichtigt wird und dass die bereits ausgewiesenen Pufferzonen über die Anforderungen des Welterbekomitees hinausgehen.
| Ref.-Nr. 1005- | Bild | Name                   | Adresse (Lage)                     | Anmerkungen |
| -------------- | ---- | ---------------------- | ---------------------------------- | --- |
| 001            |      | Hôtel Tassel           | Rue Paul Emile Janson 6 (Standort) | Das „Hôtel Tassel“ kann als Gründungsbau des Art Nouveau angesehen werden. 1893 von Professor Emile Tassel in Auftrag gegeben, ist es das erste Werk bei dem Horta sein architektonische Gesamtkonzept umsetzten konnte mit all den charakteristischen Merkmalen, die er beim Bau seiner anderen Stadthäuser entwickelt hatte. Der Bau war 1894 fertig gestellt, in den folgenden Jahren jedoch fuhr Horta fort Möbelstücke für die Ausstattung zu entwerfen und kleiner Änderungswünsche seines Auftraggebers umzusetzen. Bei Fertigstellung rief das „Hôtel Tassel“ gemischte Reaktionen hervor, wurde aber bald als Schlüsselbau bei der Entwicklung der modernen Architektur anerkannt. |
| 002            |      | Hôtel Solvay           | Avenue Louise 224 (Standort)       | Von Armand Solvay in Auftrag gegeben wurde das „Hôtel Solvay“ von 1895 bis 1898 errichtet, bis 1903 war die Möblierung vollendet. Ab 1899 wurden nach Entwürfen der Architekten Constant Bosmans und Henri Vandeveld Anbauten errichtet, wobei Horta bei deren Gestaltung wohl beratend hinzugezogen wurde. Das „Hôtel Solvay“ ist das am besten erhaltene Stadthaus Hortas, dessen Inneneinrichtung vollständig erhalten ist, einschließlich der Kunstwerke der Originalausstattung und der funktionsfähigen Bäder und Toilettenanlagen. |
| 003            |      | Hôtel van Eetvelde     | Avenue Palmerston 2–4 (Standort)   | Vom Ehepaar van Eetvelde 1895 beauftragt begannen 1897 die Bauarbeiten am „Hôtel van Eetvelde“. Der Westflügel wurde 1900 fertiggestellt, der Ostflügel 1901. Der Auftraggeber Edmond van Eetvelda war Diplomat und Generalsekretär von Belgisch-Kongo. Das Hôtel van Eetvelde sollte als Familienheim und repräsentativer Bau beim Empfang internationaler Gäste dienen. |
| 004            |      | Maison & Atelier Horta | Rue Américaine 23–25 (Standort)    | Das „Maison & Atelier Horta“, das Wohnhaus und Atelier Victor Hortas, entsprach den beruflichen und familiären Bedürfnissen des Architekten und wurden von 1898 bis 1901 in der eleganten Brüsseler Gemeinde Saint-Gilles/Sint-Gillis errichtet. Obwohl von bescheidener Größe, ist der Doppelbau ein Musterbeispiel der Kreativität Hortas. Das Anwesen beherbergt heute das Horta-Museum. |

Zu den bemerkenswerten, ebenfalls noch bestehenden Jugendstilbauten Hortas in Brüssel, die nicht zum UNESCO-Weltkulturerbe gehören, zählen das Hôtel Frison von 1894, das Hôtel Max Hallet von 1902 und die Magasins Waucquez von 1908, ein Warenhaus, das heute das Belgische Comiczentrum beherbergt.